# Константинопольський вірменський патріархат
Константино́польський вірме́нський патріарха́т (тур. İstanbul Ermeni Patrikhanesi; вірм. Պատրիարքութիւն Հայոց Կոստանդնուպոլսոյ, трансліт. Badriark'ut'iun Hayots 'Gosdantnubolsoy) — автономний престол орієнтальної Вірменської апостольської церкви. Місцем перебування Константинопольського вірменського патріархату є Патріарша церква Сурп Асдвадзадзін (Патріарша церква Святої Богородиці) в районі Кумкапи в Стамбулі.
Константинопольський патріарх Вірменії, також відомий як Вірменський патріарх Стамбула, сьогодні є головою Константинопольського вірменського патріархату.

## Створення Константинопольського патріархату в 1461 році

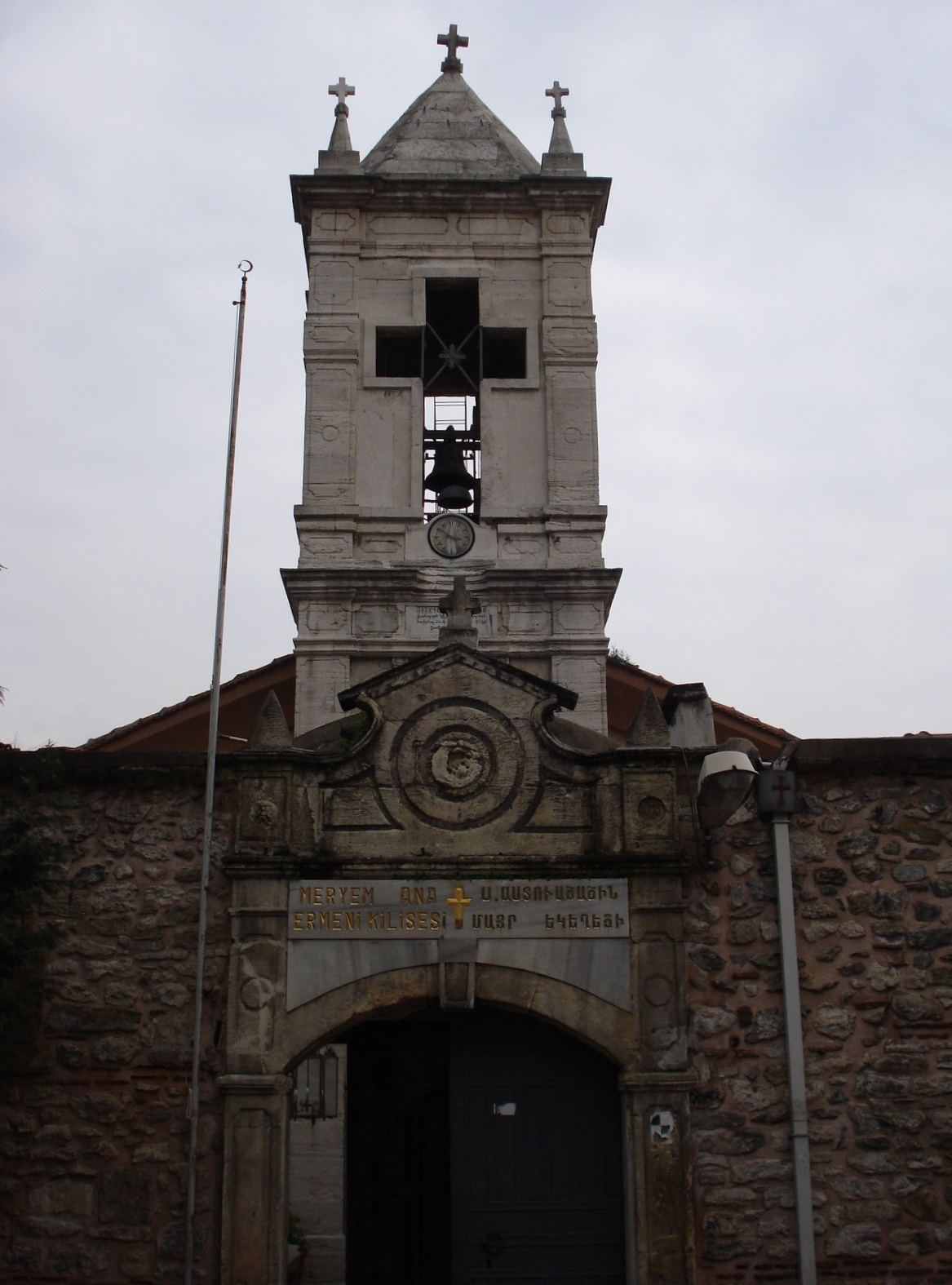
Вірменська церква, що прилягає до патріаршої резиденції в Стамбулі

У візантійський період Вірменській Апостольській Церкві не дозволяли діяти в Константинополі, оскільки дві церкви [Вірменська церква та Православна церква] взаємно вважали одна одну єретичними. Розкол був укорінений у відмові від Халкідонського собору орієнтальними православними церквами, частиною яких є Вірменська церква, тоді як Візантійська церква та решта східного православ'я прийняли.
Завоювавши Константинополь, Османська імперія дозволила грецькому православному патріархату Константинополя залишатися в місті. Але султан Мехмед II попросив вірмен створити власну церкву в новій османській столиці, як частину системи Мілле. Відтоді Константинопольський Вірменський Патріархат діяв як вища релігійна установа в Османській імперії, навіть стоячи над Вірменським Католикосом. На короткий період Сирійська православна церква також була підпорядкована Вірменському патріархату.
Першим вірменським патріархом Константинополя був Овакім I, який на той час був митрополитом Бурси. У 1461 році його привіз до Константинополя султан Мехмед II і встановив як вірменський патріарх Константинополя. Овакім I був визнаний релігійним та світським лідером усіх вірмен Османської імперії, і мав титул milletbaşı або етнарха, а також патріарха.
З часу створення Патріархату було 84 окремі патріархи:
- 75 патріархів в османський період (1461—1908)
- 4 патріархи в період молодотурків (1908—1922)
- 5 патріархів у нинішній світській Турецькій Республіці (1923 — сьогодні)

## Османський період, 1461—1908

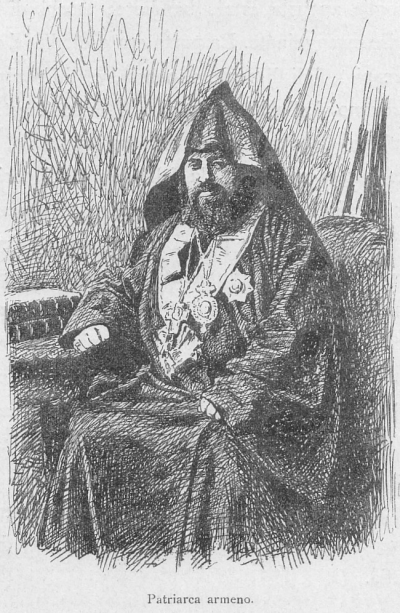
Константинопольський вірменський патріарх у 1878 році.

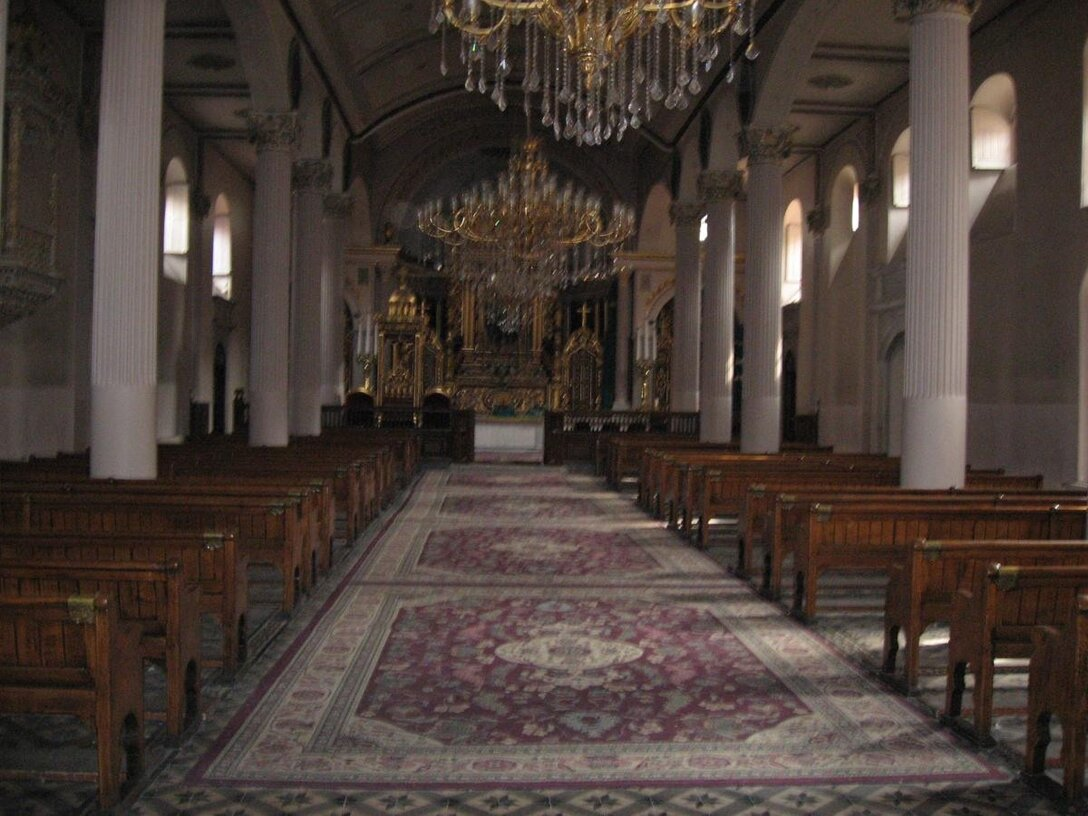
Внутрішній вигляд Патріаршої церкви Пресвятої Богородиці

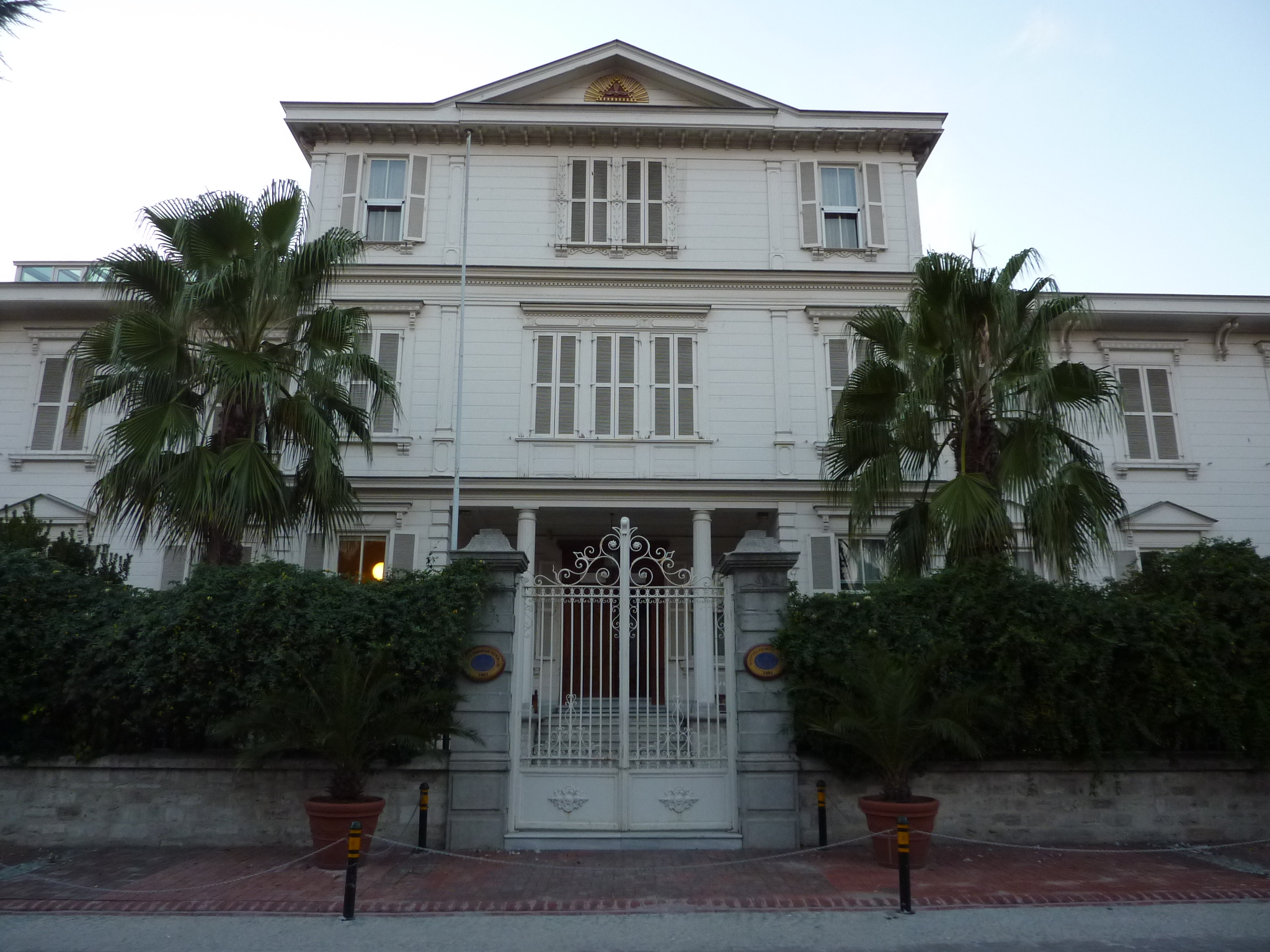
Будівля патріархату в Стамбулі

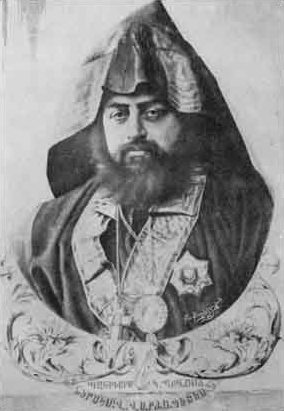
Патріарх Нерсес Варябедян (1837—1884)

Вірменський патріархат обслуговував вірмен в Османській імперії лінією патріархів у Константинополі.
Однак, як і Грецький патріархат, вірмени серйозно постраждали від втручання держави у свої внутрішні справи.
Хоча з 1461 року існувало 115 понтифікатів, існувало лише 84 окремі патріархи.
У 1861 р. Султаном Абдулазізом вірменам, які проживають в Османській імперії, була надана національна конституція (вірменською мовою «Сахманадроотюн»).
У 1896 році патріарх Мадтеос III (Ізмірліан) був смещений і висланий в Єрусалим султаном Абдулхамідом II за сміливий засуд різанини 1896 року. Конституція, що регулює вірмен, була призупинена султаном.

## Період молодотурків, 1908—1922
Константинопольському вірменському патріарху Мадтеосу III (Ізмірліан) було дозволено повернутися до Стамбула в 1908 році, коли молодотурки скинули султана Абдулхаміда II.
Нова турецька адміністрація також відновила конституцію. У початковий період правління молодотурків вірмени мали короткий період відновлення громадянських свобод між 1908 і 1915 роками.
Однак у 1915 році вірмени зазнали великих труднощів під молодотурською адміністрацією через прагнення уряду Туреччини, щоб її народи були релігійно однорідними (тобто мусульманськими), мотивовані, можливо, уявною загрозою вірмен від російських впливів, з якими Туреччина на війні. Відповідно вірменська громада Туреччини в 1915 році була знищена масовими депортаціями та вбивствами. Події навколо цієї етнічної чистки вірмен від Туреччини стали відомими як Геноцид вірмен. Неможливість Туреччини визнати ці події викликала серйозний гнів серед вірмен у всьому світі протягом останніх ста років. До 1915 року в Туреччині проживало майже два мільйони вірмен; сьогодні (2015) там проживає менше 100 000.
На цьому тлі суєти для вірмен пост Патріарха залишався вакантним з 1915 по 1919 рік. Він був відновлений протягом короткого періоду з 1919 по 1922 рік, коли проживав патріарх Завен I Дер Єґяян. Для полегшення долі тих, хто пережив Геноцид вірмен, Патріархат заснував Комітет допомоги сиротам, Центральний комітет депортованих, а також брав участь у створенні Національної місії допомоги.
Четверо вірменських патріархів служили під владою молодотурків.

## Турецька Республіка; секуляризм, 1923— дотепер
Незважаючи на значне зменшення кількості вірних під час Геноциду вірмен, Патріархат залишається духовним керівником найбільшої християнської громади, що проживає в даний час в Туреччині.
Сьогодні вірменських патріархів визнають главою Вірменської апостольської церкви в Туреччині і запрошують на державні церемонії.
П'ять вірменських патріархів служили після створення Турецької Республіки. Синод Патріархату призначив голосами 25 з 26 членів Арама Атешяна на посаду Патріка Генела Векілі (турецького, що виконує обов'язки патріарха) у 2010 році через хворобу патріарха Месроба II Мутафяна. Деякі члени вірменської громади Туреччини розкритикували цей крок і натомість просили обрати нового патріарха загальним голосуванням. (За оцінками, близько 20 тисяч членів громади мають право брати участь у таких виборах.) Нарешті, синод вирішив звільнити патріарха Месроба II Мутафяна 26 жовтня 2016 року та організувати вибори до нового патріарха. Після смерті патріарха Месроба II абп. Саак II Машалян був обраний Константинопольським патріархом у 2019 році.

### Публікації
Патріархат видає щорічний огляд вірменською мовою «Шогагат» («Промені зверху»), що містить богословські, богослужбові, історичні та культурні статті.
Невеликий, ілюстрований бюлетень Lraper виходить щотижня (щомісяця в літні місяці). Двомовна raрапер — вірменською та турецькою мовами.